# 国際情勢研究所
国際情勢研究所（こくさいじょうせいけんきゅうしょ）は、一般財団法人世界政経調査会の研究部門。内外情勢の分析、判断やそのための調査・研究、研究会等の開催を行っている。2億円程度の収入の90%以上が内閣官房からの情報調査委託費で、役員には元警察官僚が名を連ねている。

## 沿革
- 1961年（昭和36年）9月1日：社団法人国際情勢研究会が設立される。
- 2003年（平成15年）4月1日：社団法人民主主義研究会と合併する。
- 2011年（平成23年）4月1日：財団法人世界政経調査会と合併し、財団法人世界政経調査会国際情勢研究所となる。
- 2013年（平成25年）4月1日：一般財団法人世界政経調査会国際情勢研究所となる。

## 概要
- 所在：東京都港区西新橋3-24-9 飯田ビル7階
- 設立：1961年9月1日
- 所長：折田正樹

## 主な事業
- 内外情勢の分析、判断及びそれに必要な調査、研究
- 研究会等の開催
- 刊行物等による研究成果の発表
- その他本会の目的達成に必要な事業